# 樊哙镇
樊哙镇，是中华人民共和国四川省达州市宣汉县下辖的一个乡镇级行政单位。

## 行政区划
樊哙镇下辖以下地区：
峡江社区、海螺社区、高伦村、高台村、花梨村、土溪村、古凤村、铁心村、金花村、角岭村、西溪村、水田村、金垭村和柑子坝村。